# Tambarga
Tambarga est un village du département et la commune rurale de Madjoari, situé dans la province de la Kompienga et la région de l’Est au Burkina Faso.

## Géographie

### Situation et environnement
Tambarga est situé à 5 km au sud-ouest de Madjoari, le chef-lieu du département, en contrebas de la chaîne de Gobnangou, et à environ 15 km au nord de la frontière béninoise.

### Démographie
- En 2006, le village comptait 2 749 habitants recensés[1].

## Transports
Le village est traversé par la route nationale 19.

## Santé et éducation
Tambarga accueille un centre de santé et de promotion sociale (CSPS).